# Opera del Duomo

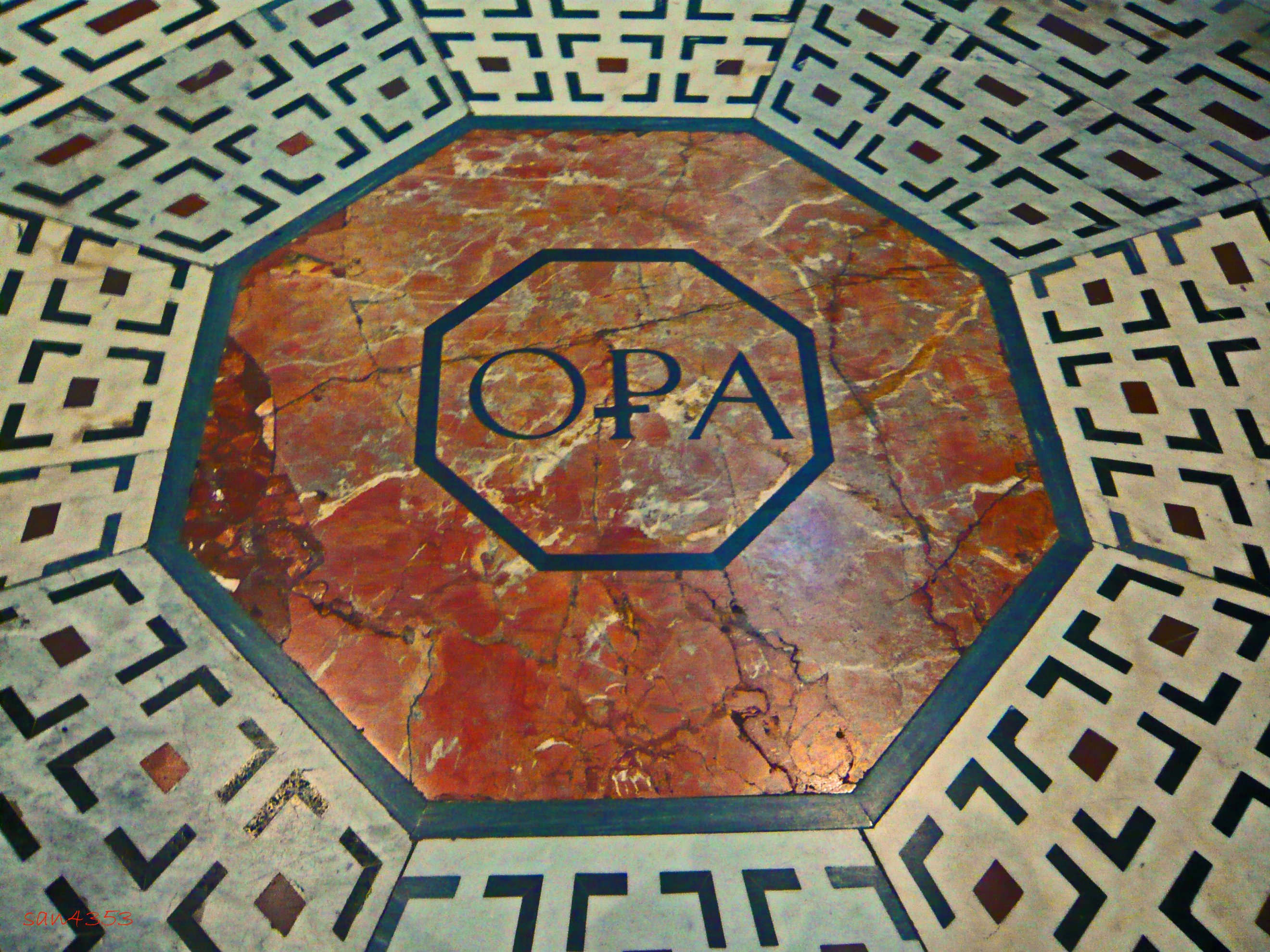
Logo de lOpera del Duomo.

Une Opera del Duomo (littéralement « œuvre de la cathédrale » en français) ou fabbriceria (équivalent du « conseil de fabrique » français) est l'institution qui est chargée, en différents lieux d'Italie, de la préservation du patrimoine sacré comme les églises.

## Organisation
Le terme fabbriceria dérive du latin fabrica au sens de lieu de travail (fabrique), de même que opera s'entend dans le sens d'ouvrage (construction). L’opera ou la fabbriceria sont organisées de manière différente selon qu'elles concernent des édifices plus ou moins importants du point de vue religieux. S'il s'agit d'une cathédrale ou d'un édifice d'un intérêt historique particulier, l'opera, ou la fabbriceria, est formée de sept membres dont deux sont nommés par l'évêque territorialement compétent et cinq par le ministre de l'intérieur sur avis de l'évêque. Dans tous les autres cas, la fabbriceria est composée de cinq membres parmi lesquels le paccore ou recteur du temple ou de l'église et de quatre membres nommés par le préfet. 
Souvent associée à une cathédrale, à un duomo ou à un monastère, l’opera ou la fabbriceria est créée pour, d'abord, s'occuper de la construction puis, au cours des siècles, et encore aujourd'hui, de la conservation des biens ecclésiastiques dont elle a la charge. Réglementé par l'article de la loi du 20 mai 1985, le fonctionnement de l’opera ou de la fabbriceria est défini par des statuts. Le terme de fabbriceria, usité en Italie septentrionale, trouve son équivalent dans le conseil de fabrique français. On rencontre également les termes de fabbrica au Vatican, veneranda fabbrica à Milan, procuratoria à Venise, opera en Toscane et Ombrie, cappella à Naples, maramma en Sicile, etc. Depuis la fin du XIXe siècle, la plupart des édifices qui abritaient les chantiers de construction et la conservation des archives des centres historiques sont devenus museo dell'Opera del Duomo.

## Histoire
Selon les canonistes, dès le Ve siècle, les papes Simplice et Gélase Ier auraient décidé de la répartition des revenus de l'administration épiscopale en quatre parties : 
- première partie : la quarta episcopi pour l'entretien de l'évêque et de sa « famille »,
- deuxième partie : la quarta cleri pour l'entretien du clergé séculier,
- troisième partie : la quarta pauperum pour les nécessités des pauvres,
- quatrième partie, la quarta fabricae, partagée entre sacra tecta, c'est-à-dire les coûts d'entretien des édifices sacrés et luminaria ecclesiae, les autres dépenses relatives au culte comme les ceri (les cierges).

De la quarta fabricae serait née la fabbriceria.

## Exemples
- Fabrique de Saint-Pierre, gestionnaire de la basilique Saint-Pierre au Vatican
- Fabbriceria del Duomo di Pavia
- Fabbriceria del Duomo di Pienza
- Fabbriceria del Duomo di Volterra
- Fabbriceria del Sacro Monte di Orta
- Fabbriceria del Sacro Monte di Varallo
- Fabbriceria del Tempio della Beata Vergine della Ghiara à Reggio d'Émilie
- Fabbriceria della Basilica di San Petronio à Bologne
- Fabbriceria della Cattedrale di Parma (it)
- Fabbriceria della Sagrestia della cattedrale di Todi
- Fabbriceria parrocchiale de Carpenedolo
- Opera del Duomo di Prato
- Opera del Duomo di Orvieto
- Opera della Metropolitana, gestionnaire du complexe de la cathédrale Notre-Dame-de-l'Assomption de Sienne
- Opera della Primaziale Pisana (it), gestionnaire du complexe de la Piazza dei Miracoli à Pise
- Opera delle Chiese Cattedrali e Monumentali di Arezzo
- Opera di Santa Croce, gestionnaire du complexe de la Basilique Santa Croce à Florence
- Opera di Santa Maria del Fiore à Florence
- Opera Laicale della Cattedrale de Chiusi
- Procuratoria (it) de la Basilique Saint-Marc à Venise
- Veneranda fabbrica del Duomo di Milano, gestionnaire du Duomo de Milan